# Centre de santé mentale angevin
Le Centre de santé mentale angevin (CESAME) est un hôpital psychiatrique à Sainte-Gemmes-sur-Loire, accueillant des adultes et mineurs librement ou sans consentement (43 % pour motif de péril imminent en 2019).

## Organisation
Le CESAME dessert la population du Maine-et-Loire, a l'exception des arrondissements de Cholet et de Saumur.
Il est organisé en 5 secteurs de psychiatrie adulte (dénommés de Loire 1 à 3 et Maine A et B) et 2 secteurs de psychiatrie infanto-juvénile (pédopsychiatre Ouest et Est).
Le CESAME est habilité à recevoir des patients en soins psychiatriques libres et en soins sans consentement.
L'offre de soins s'articule sur deux axes :
- l'axe dit "de ville", composé de Centres Médicaux-Psychologiques (CMP), de dispositifs d'hospitalisation à domicile (HAD), de soins psychiatriques intensifs à domicile (SIPAD), d'hôpital de jour, de CATTP, etc.
- l'axe hospitalier, composé de l'hospitalisation "de crise" à l'UPAO, de l'hospitalisation conventionnelle sur le secteur, de l'hospitalisation séquentielle, etc.